# 新罕布什爾大學
新罕布什尔大学（英語：University of New Hampshire）是一所位于美国新罕布什尔州達拉謨的公立大学，2021年《美國新聞與世界報道》將其列在全國大學排名中的第143位。

## 历史
成立于1866年的新罕布什尔农工技术学院（New Hampshire College of Agriculture and the Mechanic Arts）。

## 院系设置
- 工程和物理科学学院
- 人文学院
- 生命科学和农业学院
- 继续教育学院
- 研究生院
- 健康和服务学院
- 应用科学学院
- 商学和经济学学院

## 外部連結
- Official website （页面存档备份，存于）
- Official athletics website （页面存档备份，存于）